# 彫巴
彫巴（ほりうた）は日本の彫師デザイナー。

## 人物
ロサンゼルスで活動しており海外で和彫が人気であるため、海外中心で活動している。
『龍が如く』の入れ墨のデザインの担当しており、桐生一馬、真島吾朗などのキャラクターの入れ墨をデザインしていた。スタッフはキャラ設定とキャラデザインを送り、それに合ったタトゥーデザインを彫巴は制作した。

## 制作
- 龍が如くシリーズ